# Geoffrey Hellman
Pour les articles homonymes, voir Hellman.
Geoffrey Hellman (né le 16 août 1943 ) est un philosophe américain. Il est professeur de philosophie à l'université du Minnesota à Minneapolis, Minnesota .

## Formation et carrière
Il obtient son B.A. (1965) et son doctorat (1972) en philosophie de l'université Harvard. Il est élu à l'Académie américaine des arts et des sciences en 2007.

## Livres
- Hellman, Geoffrey (1989). Mathematics without Numbers. Towards a Modal-Structural Interpretation. The Clarendon Press, Oxford University Press, New York, 1989[3].
- Mathematics and Its Logics: Philosophical Essays (Cambridge University Press, 2021).
- Mathematical Structuralism, avec Stewart Shapiro (Cambridge University Press, 2019).
- Varieties of Continua: From Regions to Points and Back, avec Stewart Shapiro (Oxford University Press, 2018).
- Hilary Putnam on Mathematics and Logic, coédité avec Roy Cook (Springer Verlag, 2018).
- Quantum Measurement: Beyond Paradox, Minnesota Studies in Philosophy of Science (University of Minnesota Press, 1998) co-édité avec Richard Healey.

## Publications (sélection)
- « Extending the Iterative Conception of Set: a Height-Potentialist Perspective », dans Mathematics and Its Logics: Philosophical Essays (op. cit).
- « On the Gödel-Friedman Program », dans Mathematics and Its Logics: Philosophical Essays (op. cit).
- "If ‘If-Then’ Then What?", dans Mathematics and Its Logics: Philosophical Essays (op. cit).
- « Extendability and Paradox » (avec Roy Cook), dans Putnam on Mathematics and Logic, éd. Roy Cook et Geoffrey Hellman (Springer Verlag, 2018).
- Predicativity and Regions-based Continua (avec Stewart Shapiro), dans un volume d'essais honorant Solomon Feferman, Feferman on Logic and Foundations eds. Wilfried Sieg et Gerhard Jaeger (Springer Verlag, 2018).
- « Reflections on Reflection in a Multiverse » dans un Festschrift en l'honneur de W.W. Tait, Erich Reck éd. (College Publications, Londres, 2018).
- « Réponses de Carnap* » Monist 101 (2018) : 388-393.
- Hellman, Geoffrey (1993) Constructive Mathematics and Quantum Mechanics: Unbounded Operators and the Spectral Theorem, Journal of Philosophical Logic 12, 221-248.
- Feferman, Salomon ; Hellman, Geoffrey (1995) Predicative foundations of arithmetic. J. Philos. Logic 24, non. 1, 1--17.
- Hellman, Geoffrey (1997) Bayes and beyond. Philos. Sci. 64, non. 2, 191-221.
- Hellman, Geoffrey (1998) Mathematical constructivism in spacetime. British J. Philos. Sci. 49, non. 3, 425-450.
- Feferman, Salomon ; Hellman, Geoffrey (2000) « Challenges to predicative foundations of arithmetic » dans G. Sher et R. Tieszen, éd. Between logic and Intuition, 317-338, Cambridge Univ. Presse, Cambridge.